# Tove Søby
Tove Søby (n. 23 ianuarie 1933, Copenhaga, Danemarca) este o caiacistă ce a reprezentat Danemarca, medaliată olimpică. A participat la o ediție a Jocurilor Olimpice (1956) în care a câștigat o medalie de bronz.